# Erythrandra
Erythrandra är ett släkte av tvåvingar. Erythrandra ingår i familjen köttflugor.
Kladogram enligt Catalogue of Life:
| Erythrandra | \| \| Erythrandra distincta \| \| \| \| \| \| Erythrandra picipes \| \| \| \| |
|             | \| \| Erythrandra distincta \| \| \| \| \| \| Erythrandra picipes \| \| \| \| |
|             | Erythrandra distincta                                                         |
|             |                                                                               |
|             | Erythrandra picipes                                                           |
|             |                                                                               |